# 阿尼爾·K·賈恩 (電機工程師)
阿尼爾·K·賈恩（英語：Anil K. Jain，1946年1月21日—1988年11月14日）是一名印度裔美國電機工程師，加利福尼亞大學戴維斯分校電機工程和計算機科學系教授，因其在「圖像的二維隨機模型為光譜分析、自適應圖像估計和圖像數據壓縮的一些算法提供了堅實的理論基礎」方面的貢獻而知名，包括用於圖像壓縮的變換編碼和特別是用於視訊壓縮的分塊運動補償的研究。

## 生平
賈恩出生於印度，1967年在克勒格布爾印度理工學院獲得電機工程學士學位，1969年在羅徹斯特大學獲得碩士學位，1970年獲得博士學位。他曾在理察德·貝爾曼的指導下在南加州大學進行博士研究。
畢業後，賈恩繼續擔任博士後研究員，後來在南加州大學電機工程系和圖像處理研究所擔任助理教授。1974年，他加入紐約州立大學水牛城分校的教師隊伍，1978年，他回到加州，成為加利福尼亞大學戴維斯分校的教授。
1983年，賈恩獲得IEEE唐納德·G·芬克論文獎。
1988年，賈恩獲選為IEEE會士。

## 研究工作
詹恩的研究興趣包括數位訊號和圖像處理、計算機視覺、快速算法、實時數位系統結構到隨機過程和傳播理論。

### 圖像處理教科書
賈恩寫了一本有影響力的教科書《圖像處理基礎》（Fundamentals of Image Processing），1988年由普林帝斯霍爾出版（ISBN 978-0133361650）。

### 視訊壓縮
賈恩是運動視訊壓縮領域的一位貢獻者。他與同事賈斯萬特·R·賈恩（Jaswant R. Jain）一起在1981年12月發表結合分塊運動補償和變換編碼的原始論文。
隨後，用於雙向通信和影像廣播應用的大多數視視訊壓縮標準都基於運動補償和變換編碼，包括今天使用最廣泛的那些標準，例如MPEG-1、MPEG-2（用於DVD）和最常見的網路影像H.264/MPEG-4 AVC。

### Optivision及其轉換編碼商品
在加州大學戴維斯分校就讀期間，賈恩聯合創辦了Optivision公司。在1980年代中期，Optivision與史丹佛大學的約瑟夫·W·古德曼教授合作。Optivision開創了用於圖片捕獲系統的JPEG變換編碼產品，例如加利福尼亞州機動車部，以及視訊壓縮系統，例如視訊會議，這些系統使用了他開發的分塊運動補償變換編碼技術。賈恩的工作也啟發了其他影像行業的企業家，如PictureTel、Polycom和2Wire的聯合創始人布萊恩·希曼。後來在賈恩離世後，Optivision進行了首次公開募股，這主要歸功於Optivision的光交換技術。

## 外部連結
- Anil K Jain （页面存档备份，存于） Obituary, November 1988